# Harry Morgan
Harry Morgan, född Harry Bratsberg den 10 april 1915 i Detroit, Michigan, död 7 december 2011 i Los Angeles, Kalifornien, var en amerikansk skådespelare med norskt och svenskt påbrå. Morgan är bland annat känd för sin roll som Överste Sherman T. Potter i TV-serien M*A*S*H.

## Biografi
Morgan började sin karriär under namnet Henry Morgan i Stridskamrater (1942). Namnet kom snart att ändras till Henry "Harry" Morgan och till sist till Harry Morgan, för att undvika att bli förväxlad med den då välkända komikern Henry Morgan.
Morgans filmkarriär innehöll ett stort antal biroller i större filmer, såsom Möte vid Ox-oket (1943) och Vad vinden sår (1960).
Inom TV är han förmodligen mest känd som en av poliserna i den nyinspelade versionen av Dragnet (1967-1970) och i rollen som Överste Sherman T. Potter i M*A*S*H (1975-1983). Han vann en Emmy Award 1980 för sin roll som Potter. 
Morgan avled den 7 december 2011, enligt hans son Charles.

## Filmografi i urval
- 1942 – Stridskamrater
- 1943 – Rivalerna
- 1943 – Möte vid Ox-oket
- 1948 – Den stora klockan
- 1948 – Desperados
- 1949 – Äventyrens skepp
- 1950 – Farlig frihet
- 1952 – Landet bortom bergen
- 1953 – Moonlight serenade
- 1953 – Bragdernas man
- 1954 – Farornas land
- 1956 – Förrädaren
- 1956 – Tehuset Augustimånen
- 1957 – 12 edsvurna män
- 1960 – Vad vinden sår - om Scopesrättegången
- 1960 – Explosivt uppdrag
- 1962 – Så vanns vilda västern
- 1967–1970 – Dragnet (TV-serie)
- 1971 – Ellery Queen: Don't Look Behind You (TV-film)
- 1975 – Äppelknyckargänget
- 1975–1983 – M*A*S*H (TV-serie)
- 1976 – Den siste gunfightern
- 1979 – Gänget drar vidare